# Граковка
Граковка — деревня в Усть-Ишимском районе Омской области. Входит в состав Большетавинского сельского поселения.

## История
Основана в 1905 году. В 1928 года состояла из 36 хозяйств, основное население — русские. В составе Большетавинского сельсовета Усть-Ишимского района Тарского округа Сибирского края.

## Население
| 1926 | 2010 |
| ---- | ---- |
| 194  | ↘70  |